# Amstel Gold Race 1981
De 16de editie van de Amstel Gold Race vond plaats op 2 april 1981. Het parcours, met start in Heerlen en finish in Meerssen, had een lengte van 237 kilometer. Aan de start stonden 160 renners, waarvan 60 de finish bereikten.

## Uitslag
| rang | renner             | land        | tijd       |
| ---- | ------------------ | ----------- | ---------- |
| 1    | Bernard Hinault    | Frankrijk   | 5u 57' 49" |
| 2    | Roger De Vlaeminck | België      | z.t.       |
| 3    | Fons De Wolf       | België      | z.t.       |
| 4    | Rudy Pevenage      | België      | z.t.       |
| 5    | Jan Raas           | Nederland   | z.t.       |
| 6    | Sean Kelly         | Ierland     | z.t.       |
| 7    | Phil Anderson      | Australië   | z.t.       |
| 8    | Pierino Gavazzi    | Italië      | z.t.       |
| 9    | Stefan Mutter      | Zwitserland | z.t.       |
| 10   | Roger De Cnijf     | België      | z.t.       |

1966 · 1967 · 1968 · 1969 · 1970 · 1971 · 1972 · 1973 · 1974 · 1975 · 1976 · 1977 · 1978 · 1979 · 1980 · 1981 · 1982 · 1983 · 1984 · 1985 · 1986 · 1987 · 1988 · 1989 · 1990 · 1991 · 1992 · 1993 · 1994 · 1995 · 1996 · 1997 · 1998 · 1999 · 2000 · 2001 · 2002 · 2003 · 2004 · 2005 · 2006 · 2007 · 2008 · 2009 · 2010 · 2011 · 2012 · 2013 · 2014 · 2015 · 2016 · 2017 · 2018 · 2019 · 2020 · 2021 · 2022 · 2023 · 2024

Lijst van beklimmingen